# Iglesia de San Bartolomé (Arani)
La Iglesia de San Bartolomé de Arani es un templo ubicado en la población de Arani a 60 km de la ciudad de Cochabamba.

## Características
El templo se halla ubicado en la plaza principal de la localidad y es santuario de la Virgen conocida como La Bella, en honor a la cual se realiza una procesión y una entrada folclórica el 23 de agosto.
La advocación a La Bella fue llevada a Bolivia por los franciscanos en el siglo XVI.
El santuario tiene alrededor de 400 años y durante la colonia fue el templo más importante del circuito católico de la región.
La construcción del templo tiene influencia renacentista y presenta una única torre exenta. La edificación, en su cuerpo central, presenta una cúpula decorada con cerámica en el exterior. En 1945 fue declarada Monumento Nacional y Patrimonio Colonial de Cochabamba,